# 冷凍機油
冷凍機油（れいとうきゆ）は、冷凍空調機器において冷媒を圧縮するためのコンプレッサー（圧縮機）の潤滑をする潤滑油。
冷凍空調機器は、冷媒を圧縮することで発生する熱（高温）、冷媒が液化し、蒸発して奪う熱（低温）を、それぞれの目的に使用する。その際に、冷媒とともに冷凍機油は、コンプレッサーからシステムを循環してコンプレッサーに戻ってくる。冷凍空調機器の耐用年数は10年から20年と非常に長い。密閉されたシステムでオイル交換を前提としないため、高度な耐久性と信頼性が要求される。潤滑油のなかでも特殊なものの一つである。 

## 冷凍機油に求められる性状
潤滑性
コンプレッサー内での潤滑。摩擦、摩耗低減、摺動部の温度調節、シール性など潤滑の基本特性。
安定性
冷凍機油は冷媒と共存下で使用される。長期間使用されるため、基油自体の安定が要求される。劣化物の酸を発生させにくく析出物を生じさせないこと。
冷媒溶解性
システム内の低温部分で熱交換器の管壁へ付着せず、コンプレッサーから吐出したオイルがサイクルを回り、コンプレッサーに戻ることが要求される。
低温で析出物を生じさせないこと
冷凍システムにおいて、膨張機構は細管（キャピラリーなど）となっていることが多く、低温での析出など、細管を閉塞することによる効率低下、冷却不良を発生させないこと。
低温流動性
低温部分の熱交換最終段階でオイルに溶解する冷媒量は少なくなる。低温でオイルが固まらず適正な粘度（流動性）を保つこと。
電気特性
モーターがコンプレッサー内にある密閉式コンプレッサーでは、通電状態のモーターコイルがコンプレッサー内にある。システムからの漏電を防止しなければならない。
夾雑物がないこと
低温での析出物と同様、細管（キャピラリー等）を閉塞させる恐れがあるゴミ、水分等が含まれないこと。

## 冷凍機油の種類
- 合成油
  - 合成炭化水素系
    - アルキルベンゼン、α-オレフィン、オリゴマーなど

  - エステル、エーテル系
    - ポリアルキレングリコールなど
- 鉱油
  - 主にナフテン系の鉱油

## 主な冷凍機油メーカー
- 日本サン石油(JSO)- 「SUNISO」、「SUNICE」ブランド
- 出光興産 -「ダフニー」ブランド
- JXTGエネルギー - 「レフオイル」ブランド(ENEOS)
- モービル ガーゴイル　アークティック SHC